# Synagoge (Fulda)

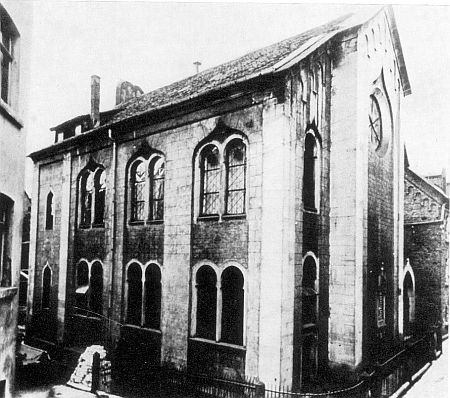
Synagoge in Fulda (um 1910)

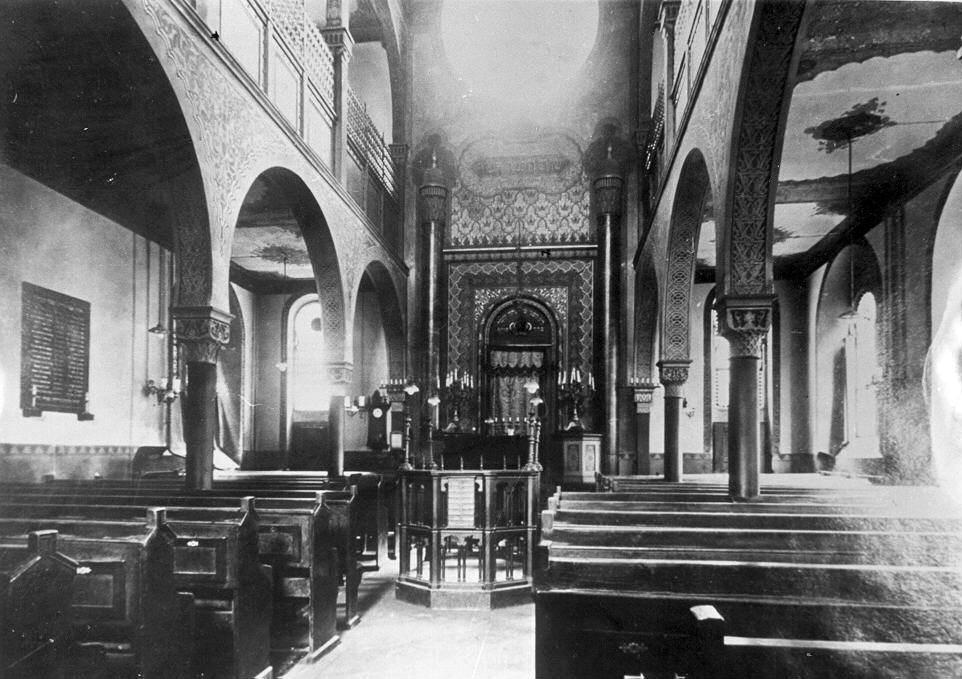
Innenansicht

Die Synagoge in Fulda, einer Stadt in Hessen, wurde 1858/59 errichtet. Die Synagoge stand in der Judengasse, heute die Straße Am Stockhaus.

## Geschichte
Die Synagoge wurde an der Stelle eines abgebrochenen Vorgängerbaus errichtet. Im Jahr 1927 wurde der Bau verlängert und eine Empore für Frauen und den Chor geschaffen. 
Beim Novemberpogrom 1938 wurde die Synagoge unter dem SS-Standortkommandanten Otto Grüner niedergebrannt. Ende Januar 1939 erfolgte der Abbruch der Ruine. Die Kosten musste die jüdische Gemeinde übernehmen. Neben der ehemaligen Synagoge ist das Gebäude des Gemeindesekretariats erhalten, in dem sich auch das rituelle Bad (Mikwe) befand.  